# Aleksandrs Muzičenko
Aleksandrs Muzičenko (* 7. Mai 1955 in Omsk, Russische SFSR) ist ein ehemaliger sowjetischer Segler aus Lettland.

## Erfolge
Aleksandrs Muzičenko wurde 1979 in der Bootsklasse Star mit Walentin Mankin Europameister. Mit Mankin nahm er im Starboot auch an den Olympischen Spielen 1980 in Moskau teil. Mit drei Siegen in sieben Wettfahrten und 24,7 Gesamtpunkten gewannen sie die Regatta vor dem österreichischen und dem italienischen Boot und wurden damit Olympiasieger.